# モトカレ←リトライ
『モトカレ←リトライ』は、華谷艶による漫画作品。2015年から2017年まで月刊Cheese!に連載され、累計発行部数は110万部を突破している。単行本全7巻。 
中学時代の初めての彼氏との失恋を引きずっている大学生の女性が、偶然にも引っ越した先の隣の部屋に住んでいた元彼と再会し、一途な思いを抱えて、もう一度付き合い始める「再燃系」ラブストーリー。
毎日放送の深夜ドラマ枠『ドラマ特区』にてテレビドラマ化され、2022年4月8日から5月27日まで放送された。

## 登場人物
声は、ムービーコミックの担当声優。

### 主要人物
羽木蜜 (はねき みつ)
声 - 鈴代紗弓
二ツ橋大学1年生。地元の女子高を卒業後、大学に入学。中学時代の初カレ・楓との失恋を引きずったままでいた。
東京で偶然にも楓が隣の部屋に住んでおり再会。別れた理由が誤解だったと知り、再び楓と付き合うことになる。
平子楓 (ひらこ かえで)
声 - 天崎滉平
二ツ橋大学1年生。蜜の初カレで現在の恋人。中学2年の時、蜜が楓に一目惚れし告白されて交際を始める。
野球部で甲子園を目指して奮闘していたが、蜜との交際が支障をきたし、レギュラー落ちしてしまう。
その時に蜜に言った言葉が別れ話と誤解され、傷心の蜜からは会うのを避けられ、楓の方が振られたと思い込んでいた。
山下和葉 (やました かずは)
声 - 山谷祥生
二ツ橋大学1年生。楓の高校時代からの友人。全国模試は常にトップクラスで、大学には首席入学している。
高校時代、友人のために痴漢を捕まえ、震えながらも大丈夫だと強がる蜜を見て惹かれていく。
大学で楓を通じて蜜と友人となるが、ある日好きという気持ちがあふれ、つい蜜にキスをしてしまう。
山下仁菜 (やました にな)
声 - 都丸ちよ
二ツ橋大学1年生。楓の高校時代からの友人で元カノ。楓の初めての相手。楓とは別れてからも良い友人でいる。
楓が肘を壊して野球が出来なくなり落ち込んでいた時、いとこの和葉とともに楓を励ましている。
山田野乃花 (やまだ ののか)
二ツ橋大学1年生。蜜の中学校以来の親友。高校は別だったが、同じ大学に進学した。
蜜からは「のんちゃん」と呼ばれる。面倒見が良く、蜜のことを心配して応援してくれる。

### その他
乍吉一 (ながら きいち)
二ツ橋大学准教授。社会心理学とロボット工学の融合研究をしている。
仁菜と交際中で、仁菜の卒業を待ってからの結婚を考えている。
松田 (まつだ)
楓の野球部時代の先輩。蜜と交際を始めて、野球に身が入らなくなっていた楓を叱責した。
後に楓と蜜が帰郷した際に再会した時は、母校の野球部のコーチを務めていた。
水野 (みずの)
楓の中学野球部での後輩。学年は1つ下。野球部ではバッテリーを組んでいた。
大学でも野球を続けており、楓に「ちびっこ草野球チーム」の1日だけの臨時コーチを依頼した。
後に球団にスカウトされプロ入りを果たすが、楓の励ましのおかげと感謝を伝えている。
ナサニエル・W・ハインライン
二ツ橋大学2年生。留学生で乍のゼミ生。相手の女性にちょっかいを出してカップルを壊すのが趣味。
乍の研究室で蜜に手を出そうとしたが、楓に守られる。それ以後、研究室は出禁になる。

## 書誌情報
- 華谷艶『モトカレ←リトライ』 小学館 〈フラワーコミックス〉、全7巻
  1. 2015年06月26日発売[小 1]、ISBN 978-4-09-137346-5
  2. 2015年07月24日発売[小 2]、ISBN 978-4-09-137709-8
  3. 2015年12月25日発売[小 3]、ISBN 978-4-09-138043-2
  4. 2015年04月26日発売[小 4]、ISBN 978-4-09-138449-2
  5. 2016年08月26日発売[小 5]、ISBN 978-4-09-138576-5
  6. 2016年12月26日発売[小 6]、ISBN 978-4-09-138789-9
  7. 2017年03月24日発売[小 7]、ISBN 978-4-09-139139-1

## テレビドラマ
2022年4月8日（7日深夜）から5月27日（26日深夜）まで毎日放送の深夜ドラマ枠『ドラマ特区』で放送された。主演は鈴木仁と川津明日香。

### キャスト

#### 主要人物
平子楓（ひらこ かえで）
演 - 鈴木仁
蜜の元彼。二ツ橋大学1年生。蜜が中学での失恋以来5年会わない間に、モテ男に成長していた。
成績もトップクラス。蜜と話して中学時代にはお互いに振られたと誤解していたことが判明する。
羽木蜜（はねき みつ）
演 - 川津明日香
二ツ橋大学文学部1年生。楓の元カノ。中学時代の初カレ・楓との失恋を引きずったままでいた。
アパートの隣の部屋に偶然にも楓が住んでおり、何かと接近してくる楓の変わらない笑顔にときめく。
山下和葉（やました かずは）
演 - 吉田仁人（M!LK）
二ツ橋大学1年生。楓の高校の同級生で親友。
在学中にスタートアップ企業「Sum Leaf（サムリーフ）」を立ち上げる。
野々花のりか（ののはな のりか）
演 - 中村里帆
二ツ橋大学文学部1年生。一浪のため年齢は上。原作の山田野乃花にあたる。
男子学生からしつこくサークルの勧誘を受けていた蜜を助けたのをきっかけに知り合い友人となる。
山下仁菜（やました にな）
演 - えなこ
二ツ橋大学1年生。楓の元カノ。
四月一日教授（わたぬき きょうじゅ）
演 - 本多力
二ツ橋大学の教授。心理学。密の恋愛妄想が始まると登場して指導する。
ドラマオリジナルキャラクター。
羽木昌（はねき あきら）
演 - 眞島秀和
蜜の父。娘思い。中学時代のように蜜の傷つく顔は見たくないと願う。

#### ゲスト

##### 第1話
男子学生
演 - 兼次要那、平木幹太
二ツ橋大学の学生。新入生の蜜にしつこくサークルの勧誘をして、のりかに咎められる。

##### 第3話
川田
演 - 山本章博
二ツ橋大学の学生。ぼんやり歩いていた蜜がぶつかる。
それをきっかけに友人たちと行こうとしていたカラオケに蜜も誘う。

##### 第6話
乍吉一（ながら きいち）
演 - 水間ロン（最終話）
二ツ橋大学の准教授で仁菜と交際している。楓たちは仁菜の嘘に騙され、仁菜のストーカーと思い込んでいた。

##### 第7話
水野
演 - 綱啓永（最終話）
楓の中学野球部時代の先輩。今でもプロ目指して野球を続けている。原作では楓の1年後輩。
少年野球チームのコーチをしており、楓にもコーチをやってみないかと薦める。

### スタッフ
- 原作 - 華谷艶『モトカレ←リトライ』（小学館「Cheese! フラワーコミックス」刊）
- 監督 - 池田千尋、畑山創
- 脚本 - 土城温美、山本奈奈
- 音楽 - 中川孝
- OP主題歌 - Chilli  Beans.「マイボーイ」（A.S.A.B）[7]
- ED主題歌 -  Ezoshika Gourmet Club「赤い」（GIANT LEAP）
- 撮影 - 中島美緒
- 照明 - 松田直子
- 録音 - 吉田憲義
- 美術 - 阿久津桂
- ヘアメイク - 箕輪亜希乃
- スタイリスト - 関敏明
- 小道具 - 岡島はるか
- 編集 - 目見田健
- 助監督 - 小菅規照
- 制作担当 - 柿本浩樹
- スチール - 大城幸平
- チーフプロデューサー - 西山剛史
- プロデューサー - 古草昌実、村島亘、梶原富治、田村豊
- 制作プロダクション - ROBOT
- 原作協力 - 小学館Cheese! 編集部、西巻篤秀、福田葵
- 製作 - 「モトカレ←リトライ」製作委員会・毎日放送

### 放送日程
| 話数   | 放送日   | 放送日       | サブタイトル       | 脚本              | 監督     |
| 話数   | 毎日放送 | テレビ神奈川 | サブタイトル       | 脚本              | 監督     |
| ------ | -------- | ------------ | ------------------ | ----------------- | -------- |
| 第1話  | 4月08日  | 4月07日      | 恋煩い             | 土城温美          | 池田千尋 |
| 第2話  | 4月15日  | 4月14日      | 作戦               | 土城温美          | 池田千尋 |
| 第3話  | 4月22日  | 4月21日      | 二人の関係は?      | 山本奈奈 土城温美 | 池田千尋 |
| 第4話  | 4月29日  | 4月28日      | 恋のライバル       | 土城温美          | 畑山創   |
| 第5話  | 5月06日  | 5月05日      | 三角関係           | 土城温美          | 畑山創   |
| 第6話  | 5月13日  | 5月12日      | モトカノの逆襲     | 土城温美          | 畑山創   |
| 第7話  | 5月20日  | 5月19日      | 将来について       | 土城温美          | 池田千尋 |
| 最終話 | 5月27日  | 5月26日      | リトライのその先に | 土城温美          | 池田千尋 |

#### ネット局
| 放送期間               | 放送時間                     | 放送局       | 対象地域   | 備考              |
| ---------------------- | ---------------------------- | ------------ | ---------- | ----------------- |
| 2022年4月7日 - 5月26日 | 木曜 23:00 - 23:30           | テレビ神奈川 | 神奈川県   | 1時間59分先行放送 |
| 2022年4月8日 - 5月27日 | 金曜 0:59 - 1:29（木曜深夜） | 毎日放送     | 近畿広域圏 | 製作局            |
|                        | 金曜 23:00 - 23:30           | 千葉テレビ   | 千葉県     |                   |
| 2022年4月14日 - 6月2日 | 木曜 22:30 - 23:00           | とちぎテレビ | 栃木県     |                   |
|                        | 木曜 23:30 - 翌 0:00         | テレビ埼玉   | 埼玉県     |                   |
|                        |                              | 群馬テレビ   | 群馬県     |                   |

| 毎日放送 ドラマ特区 | 毎日放送 ドラマ特区 | 毎日放送 ドラマ特区 |
| 前番組              | 番組名              | 次番組              |
| ------------------- | ------------------- | ------------------- |
| あせとせっけん      | モトカレ←リトライ   | 教祖のムスメ        |

## dTVオリジナルドラマ
『モトカレ←リトライ ~カノジョが知らない僕たちの本音~』（モトカレ←リトライ カノジョがしらないぼくたちのほんね）のタイトルで、5月27日（26日深夜）と6月3日（2日深夜）、前編と後編に分けてdTVで配信された。地上波放送版では描かれなかった、蜜にリトライを仕掛けられた楓の目線で描いたオリジナルストーリー。

### キャスト（dTVオリジナルドラマ）
- 平子楓 - 鈴木仁
- 羽木蜜 - 川津明日香
- 山下和葉 - 吉田仁人（M!LK）
- 山下仁菜 - えなこ
- 羽木昌 - 眞島秀和
- 役名不明 - 前野朋哉

### スタッフ（dTVオリジナルドラマ）
- 原作 - 華谷艶 『モトカレ←リトライ』（小学館「Cheese! フラワーコミックス」刊）
- 監督 - 池田千尋
- 脚本 - 土城温美
- 制作プロダクション - ROBOT
- 製作 - エイベックス通信放送

### 配信日程
- 前編 - 2022年5月27日（金）（5月26日〈木〉深夜）25:39～
- 後編 - 2022年6月3日（金）（6月2日〈木〉深夜）24:00～